# Intourist

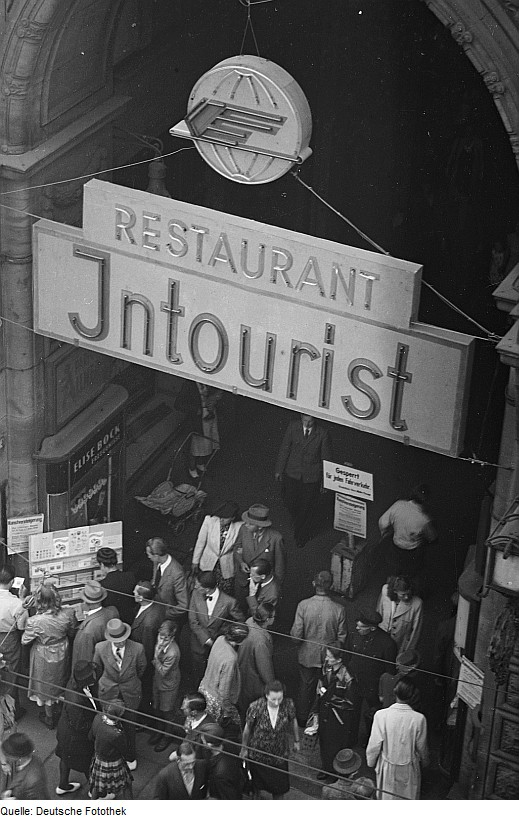
Restaurante Intourist en Leipzig, República Democrática Alemana.

Intourist (del ruso: Интури́ст) es una agencia de viajes rusa, organizada como sociedad anónima abierta, la empresa fue creada en 1929 como agencia estatal de turismo internacional de la Unión Soviética. Su sede se halla en Moscú. Es propiedad desde noviembre de 2010 de la corporación rusa Sistema y la británica-alemana Thomas Cook Group.

## Historia

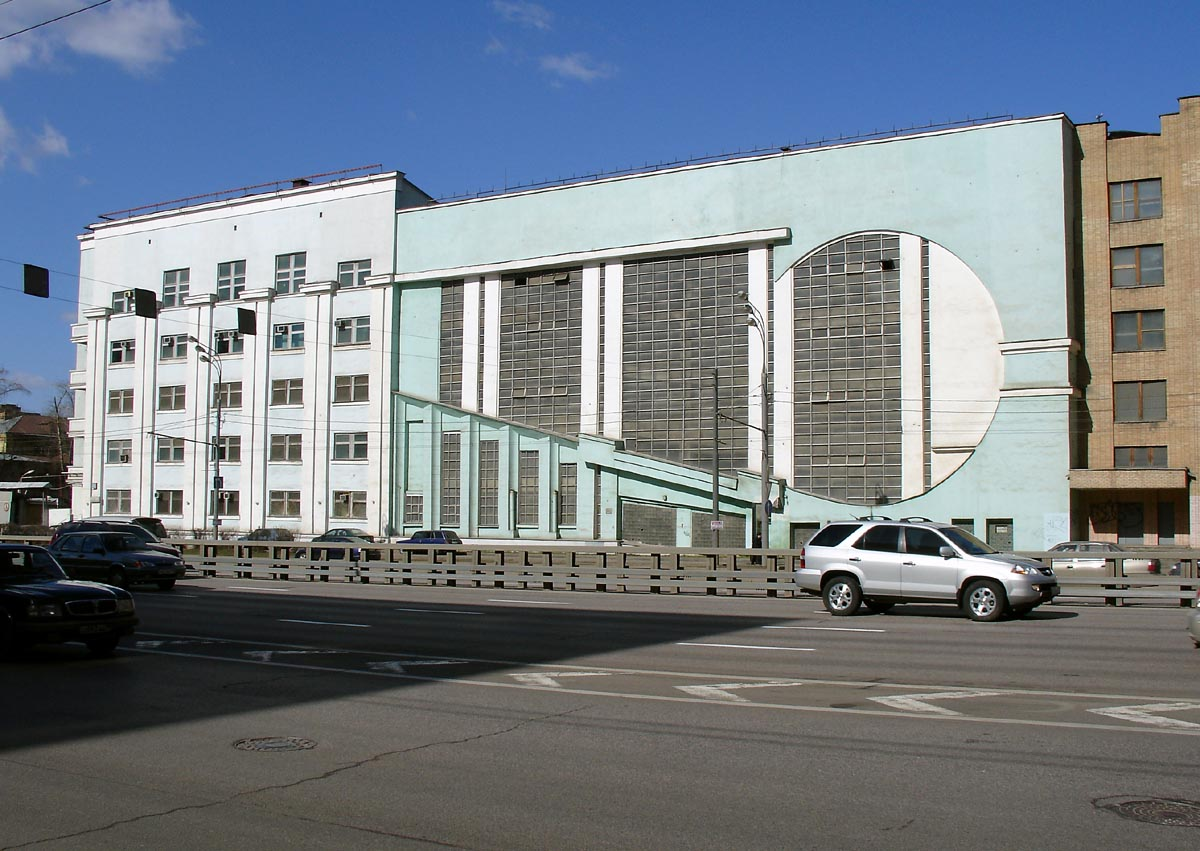
Garage Intourist en Moscú, diseñado por Konstantín Mélnikov en 1934.

La compañía fue fundada el 12 de abril de 1929. Originalmente no tenía una infraestructura propia. En 1933 fue fusionada con la compañía estatal Hotel, con lo que dispuso de hoteles, restaurantes y transportes. En 1934, ante el crecimiento de la infraestructura de la compañía, se construyó un garaje para la flota de transporte de la compañía en Moscú, en la calle Shushchovski val, que fue diseñado por los arquitectos Konstantín Mélnikov y V. I. Kurochkin, que sería conocido como Garage Intourist. 
La agencia no se limitaba a los viajes de turistas extranjeros a la URSS. A partir del 23 de febrero de 1967 los ciudadanos soviéticos podían ir sin visado a Rumanía, Bulgaria, Hungría, Checoslovaquia y la República Democrática de Alemania. Intourist, tras la Segunda Guerra Mundial operó algunos restaurantes y hoteles en la RDA, que pasaron en su mayor parte a la operadora estatal de la RDA Handelsorganisation (HO) en 1951. El berlinés hotel Neva, en la Invalidenstraße 115, era operado por Intourist aún en la década de 1970. Poseía un edificio de oficina en la calle Unter den Linden de Berlín Este, cerca de la embajada soviética.
La compañía, desde 2006 posee el 64 % del accionariado del Hotel Cosmos de Moscú.